# Metisoprinolo
Il metisoprinolo, conosciuto anche come inosina pranobex,  è un farmaco con azione antivirale diretta; essa inibisce la replicazione di DNA-virus e RNA-virus, tramite la diminuzione della concentrazione di mRNA virale. L'attività antivirale indiretta è legata all'azione immunomodulante, che si esercita mediante l'aumento dell'attività e del differenziamento dei linfociti T e la stimolazione dei linfociti B. Il farmaco inoltre incrementa la citotossicità delle cellule NK (Natural Killer). 
Nei pazienti affetti da AIDS pare che l'inosina pranobex sia in grado di aumentare la sintesi di interleuchina-1 e interleuchina-2.
Dopo somministrazione orale, l'inosina pranobex è rapidamente assorbita dal tratto gastrointestinale e presenta un picco ematico dopo 3 ore. Ha una buona diffusione tissutale e l'emivita di eliminazione è di 50 minuti. L'inosina viene metabolizzata a ipoxantina e xantina e, quindi, ad acido urico, mentre le altre componenti del complesso vengono sottoposte a reazioni di ossidazione e di glucuronazione. L'eliminazione avviene prevalentemente per via urinaria.
La DL50 nel topo e nel ratto è superiore a 4000 mg/kg per via orale e intraperitoneale.
Il farmaco è indicato nelle affezioni di natura virale, specie erpetiche. Può essere impiegato anche nella panencefalite sclerosante subacuta e nell'immunodeficenza che accompagna l'AIDS.
La dose raccomandata per il trattamento dell'herpes simplex è di 1 g, quattro volte al giorno per 1-2 settimane per via orale. Nel caso di herpes genitalis la dose media è di 1 g tre volte al giorno per 2-4 settimane per via orale, in aggiunta al trattamento per via topica. Nella panencefalite sclerosante subacuta la posologia è di 50-100 mg/kg di peso corporeo al giorno suddivisa in dosi somministrate ogni 4 ore.
Gli effetti più comunemente riscontrati sono nausea e vomito. Si possono verificare inoltre ipotensione, sonnolenza e irritazione cutanea (dopo applicazione topica). Il metabolismo della componente inosinica del farmaco può portare all'incremento dei livelli di acido urico sia nel sangue che nelle urine.
Il farmaco è controindicato nei pazienti con insufficienza renale, gotta e iperuricemia.
È da evitare l'associazione con cortisonici, globuline e citostatici. Inoltre, l'uso contemporaneo di pirazinamide e diuretici tiazidici aumenta il rischio di iperuricemia.